# Refusilo Grupo Vocal
Refusilo Grupo Vocal es un grupo vocal mixto argentino formado en Buenos Aires en 1993.
En sus inicios fue un quinteto conformado por tres voces masculinas y dos femeninas e instrumentos: Guitarra, Bajo, teclado y percusión, ejecutados por los mismos integrantes.

## Historia
Comenzó su actividad en marzo de 1993, recreando la obra de importantes autores y compositores del folclore argentino, como el Cuchi Leguizamón, Manuel Castilla, Adolfo Abalos y Atahualpa Yupanqui entre otros, con una estética que apuntaba a subrayar determinados elementos expresivos de la música popular.
En 1994 grabó su primer CD "Refusilo", publicado en Argentina por E.P.S.A. Music.
Ese mismo año, obtiene grandes reconocimientos de medios gráficos masivos nacionales como Clarín, La Prensa, La Nación, y diversas revistas especializadas, y de importantes músicos populares argentinos: Manolo Juárez, Eduardo Lagos, Oscar Alem, Eladia Blázquez, Raúl Carnota y muchos otros.
En 1995, el diario argentino "La Prensa", los reconoció junto a otros cuatro músicos argentinos, como lo mejor de aquel año, en materia de música folclórica.
En 1997 fueron elegidos por Radio Nacional como parte del programa del "Día de la tradición".
En 1998 realizó un ciclo de actuaciones en el Teatro San Martín, en Buenos Aires, junto con grandes músicos invitados: Osvaldo Burucuá, Raúl Carnota y Rodolfo Sánchez, Oscar Alem y Eduardo Lagos.
Ese ciclo tuvo un muy especial reconocimiento de la prensa musical, los medios de difusión, colegas y el público en general.
En 1999 grabó el CD compilado de música folclórica "De aquí en más" junto a otros músicos argentinos, que fue publicado por "La Scala de San Telmo".
En diciembre de 1999 en el "análisis del siglo musical" fue mencionado por el diario CLARÍN como el referente contemporáneo más importante dentro de los grupos vocales del siglo XX.
En 2000, lanzaron su segundo CD, llamado "Mate con miel", de publicación independiente..
En 2001 resultan ganadores del primer premio del "Festival internacional de la canción de Tenerife". Asimismo obtienen el "Tabaiba de Oro", otorgado por TABAIBA RECORDS de Tenerife - Islas Canarias -
España y las empresas patrocinantes del festival.
En 2008, forman parte del CD “Tiempo de Vocales II”, junto a los importantes grupos vocales de la historia argentina.

## Discografía
- 1994 - Refusilo

- 1999 - Mate con Miel